# Ruiru
Ruiru este un oraș din Kenya.